# Fort IV w Poznaniu
Fort IV (Hake, Henryka Dembińskiego) – jeden z 18 fortów wchodzących w skład Twierdzy Poznań. Znajduje się na Karolinie przy ulicy Syreniej.

## Historia
Zbudowany został w latach 1879–1884, w pierwszym etapie budowy twierdzy fortowej.
Fort otrzymał nazwę Hake na cześć Karla von Hake (wcześniej nazwę tę miał lewobrzeżny Fort Hake, dawniej św. Wojciecha). W 1931 zmieniono patronów na polskich, Fort IV otrzymał imię generała Henryka Dembińskiego.
Podczas bitwy o Poznań, fort był magazynem amunicji dla artylerii niemieckiej walczącej w obrębie Cytadeli. 10 lutego 1945, po zniszczeniu mostu kolejowego przy Cytadeli, i zbombardowaniu promu dzień później, dostawy zostały przerwane. Z terenów wokół fortu Niemcy ewakuowali się 17 lutego 1945.
Teren fortu wchodzi w skład obszaru Natura 2000 (obszar specjalnej ochrony SOO „Fortyfikacje w Poznaniu”, symbol PLH300005).

## Lokalizacja i konstrukcja

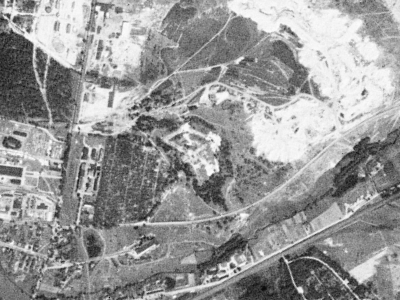
Zdjęcie satelitarne fortu (1965).

Obiekt znajduje się w sąsiedztwie elektrociepłowni, hal fabrycznych i zabudowy jednorodzinnej. Na południe od fortu przebiega linia kolejowa Poznań Wschód – Žielieznodorožnyj, na zachodzie linia kolejowa Poznań Wschód – Bydgoszcz Główna, na północy linia kolejowa Zieliniec – Kiekrz. Został zbudowany na terenie wojskowego placu ćwiczeń (Exercier Platz). Dojazd do fortu drogą fortową (ul. Syrenia) i drogą rokadową (ul. Bałtycka).
Kąt między odcinkami czoła – 130°.

### Przebudowy
W latach 1888–1889 fort był modernizowany. Rozebrano wtedy kaponierę czołową, zastępując ją kaponierą rewersową. Wybudowano też wtedy baterie dostawione na barkach: na lewym 6-stanowiskową, a na prawym 10-stanowiskową. Na środkowej remizie wału artyleryjskiego wybudowano stanowisko obserwacyjne P.B.St.87, a po 1892 roku dodatkowe dwa typu W.T.90. W latach 1913–1914 na bateriach wybudowano betonowe schrony. Fort był jednym z najlepiej umocnionych obiektów w Poznaniu.
W czasie wojny pomieszczenia podwalni i koszar fortu wykorzystywano jako magazyny amunicji artyleryjskiej. W latach powojennych fort został wysadzony i niemalże całkowicie rozebrany. Wydobywano również z niego piasek, przez co wały ziemne są mało czytelne. Zachowały się: kaponiera czołowa, wyjazdy artyleryjskie oraz wyjście piechoty na wał główny.

## Przyroda
W pozostałościach fortu stwierdzono występowanie nietoperzy takich gatunków, jak: nocek duży (Myotis myotis), mopek zachodni (Barbastella barbastellus), nocek rudy (Myotis daubentonii), nocek Natterera (Myotis nattereri), mroczek późny (Eptesicus serotinus), gacek brunatny (Plecotus auritus), gacek szary (Plecotus austriacus) oraz krzewów, m.in. rokitnika zwyczajnego i wierzb.